# Hadar (Nebraska)
Hadar è un comune degli Stati Uniti d'America, situato nello Stato del Nebraska, nella contea di Pierce.